# Nikolaos Skiathitis
Nikolaos „Nikos“ Skiathitis (griechisch Νικόλαος «Νίκος» Σκιαθίτης; * 11. September 1981 in Volos) ist ein ehemaliger griechischer Leichtgewichts-Ruderer.
Skiathitis belegte bei den Junioren-Weltmeisterschaften 1999 den fünften Platz im Zweier ohne Steuermann. 2000 belegte er mit dem Leichtgewichts-Vierer ohne Steuermann den zehnten Platz bei den U23-Weltmeisterschaften. Bei der letzten Regatta im Ruder-Weltcup 2001 nahmen Nikolaos Skiathitis, Ioannis Kourkourikis, Vasileios Polymeros und Panagiotis Miliotis im Leichtgewichts-Vierer ohne Steuermann teil und belegten den dritten Platz unter vier teilnehmenden Booten. Bei den Weltmeisterschaften 2001 in Luzern traten die vier Griechen im Leichtgewichts-Doppelvierer an und gewannen die Silbermedaille hinter den Italienern. 2002 traten Skiathitis und Polymeros im Leichtgewichts-Doppelzweier an und belegten den fünften Platz bei den Weltmeisterschaften. 2003 in Mailand belegten die beiden Griechen den elften Platz. Nachdem Skiathitis und Polymeros im Weltcup 2004 zweimal das A-Finale erreicht hatten, gewannen sie bei den Olympischen Spielen 2004 in Athen die Bronzemedaille hinter den Booten aus Polen und aus Frankreich.
Der 1,83 m große Nikolaos Skiathitis hatte das für einen Leichtgewichts-Ruderer typische Gewicht von 73 kg.